# Vito Fossella
Vito John Fossella, Jr., född 9 mars 1965 i New York, är en amerikansk republikansk politiker. Han representerade delstaten New Yorks trettonde distrikt i USA:s representanthus 1997-2009.
Fossella gick i skola i Monsignor Farrell High School i New York. Han utexaminerades 1987 från University of Pennsylvania och avlade 1994 juristexamen vid Fordham University. Han arbetade sedan som advokat.
Kongressledamoten Susan Molinari avgick i juni 1997 för att arbeta som journalist på tv-bolaget CBS. Fossella vann fyllnadsvalet för att efterträda Molinari i representanthuset. Han omvaldes fem gånger. Fossella blev anhållen för rattfylleri i Virginia den 1 maj 2008. Han ställde inte upp till omval i kongressvalet 2008. Han efterträddes som kongressledamot i januari 2009 av demokraten Michael McMahon. Fossella erkände sig skyldig till rattfylleri i rättegången i april 2009 och dömdes till ett fem dagar långt fängelsestraff.